# Allobates pittieri
Allobates pittieri is een kikkersoort uit de familie van de Aromobatidae. De wetenschappelijke naam van de soort is voor het eerst geldig gepubliceerd door Enrique La Marca, Jesús Manzanilla-Puppo en Abraham Mijares-Urrutia in 2004.
Deze soort is bekend uit Noord-Venezuela. Allobates pittieri leeft in het regenwoud. De vrouwtjes leggen waarschijnlijk hun eieren in de grond, en mannetjes vervoeren vervolgens die eieren naar water, waar de dieren verder ontwikkelen.